# چان هائو-چینگ
 چان هائو-چینگ (انگلیسی: Chan Hao-ching؛ زادهٔ ۱۹ سپتامبر ۱۹۹۳) یک تنیس‌باز اهل تایوان است.